# Millonarios
Millonarios Fútbol Club (eller bare Millonarios) er en colombiansk fodboldklub fra hovedstaden Bogotá. Klubben spiller i landets bedste liga, Categoría Primera A, og har hjemmebane på stadionet Estadio El Campín. Klubben blev grundlagt den 18. juni 1946, og har siden da vundet 14 mesterskaber og 3 pokaltitler. 
Millonarios største rivaler er en anden Bogotá-klub, Santa Fe.

## Titler
- Categoría Primera A (15): 1949, 1951, 1952, 1953, 1959, 1961, 1962, 1963, 1964, 1972, 1978, 1987, 1988, 2012 (Finalización), 2017 (Finalización)

- Copa Colombia (4): 1953, 1963, 2011, 2022

- Superliga de Colombia (1): 2018

## Kendte spillere
- Gabriel Ochoa Uribe
- Carlos Valderrama
- Willington Ortiz
- John Jairo Mosquera
- Alfredo Di Stéfano
- José Van Tuyne
- Juan Gilberto Funes
- Sergio Goycochea
- Adolfo Pedernera
- Néstor Rossi
- José Van Tuyne
- Amadeo Carrizo
- Bobby Flavell
- Billy Higgins
- Ramón Alberto Villaverde
- Atilio Ancheta
- Wilmar Cabrera
- Alejandro Cichero